# Johann Münch
Johann Münch (auch: Monachus, Mönch, Münnich; * 15. August 1536 in Schneeberg; † 10. August 1599 in Leipzig) war ein deutscher Rechtswissenschaftler und Bürgermeister der Stadt Leipzig.

## Leben
Johann Münch war der Sohn des Ratmanns, Richters und späteren sachsen-weimarischen Berg und Hüttenverwalters in Saalfeld Georg Münch und dessen Frau Magaretha, Tochter des Johann Henning (sonst Reuter genannt). Er hatte anfänglich die Schule seiner Heimatstadt besucht. 1554 ging er nach Jena, wo er einer der ersten Studenten an der neu gegründeten Universität wurde und unter dem Dekan Christoph von Dürfeld (um 1525; † 23. Mai 1583 in Speyer) 1560 den akademischen Grad eines Magisters der Philosophie erwarb. 1566 begleitete er einige Patriziersöhne aus Augsburg nach Frankreich und hatte an der Universität Burgos drei Jahre lang juristische Studien absolviert.
Über die Universitäten der Schweiz gelangte er nach Italien, wo er sich einige Zeit an der Universität Padua aufhielt. Nach Deutschland zurückgekehrt, hatte er noch ein Jahr in Jena studiert und seine Studien an der Universität Tübingen fortgesetzt. Von hier aus zog er an die Universität Basel, wo er unter dem Dekanat von Basilius Amerbach (1534–1591) zum Doktor der Rechte promovierte. Nach seiner Promotion gelangte er in den Dienst des Herzogs Johann Wilhelm von Sachsen-Weimar, der ihn 1579 zum Professor an der Universität Jena ernannte und ihn ans dortige Hofgericht berief.
1587 wurde er vom Rat in Nürnberg als Syndikus verpflichtet und im Mai 1588 zum Professor sowie Ordinarius der juristischen Fakultät Leipzig ernannt. In Leipzig wurde er 1594 in den Rat der Stadt gewählt. 1596 wurde er Bürgermeister der Stadt Leipzig. Seine zweite Amtszeit als Bürgermeister beendete sein Tod. Münch hatte sich auch an den organisatorischen Aufgaben der Leipziger Hochschule beteiligt und war im Wintersemester 1593 Rektor der Alma Mater. Sein Leichnam wurde am 12. August in der Leipziger Nikolaikirche begraben.
Münch war zweimal verheiratet. Seine erste Ehe war er in Jena mit Regina, der Tochter des Joachim Gündelfinger und dessen Frau, einer geborenen Rehmin aus Augsburg, eingegangen. Aus dieser Ehe gingen sieben Kinder hervor, wovon zwei Söhne und zwei Töchter ihren Vater überlebten.
Seine zweite Ehe schloss er 1590 in Leipzig mit Brigitta, Witwe des Laurentius Lindemann. Die Ehe blieb kinderlos.

## Werke
- Defensorium Juris
- Commentaria in decretales
- Practicam Judiciariam
- Tractatum de jurisdictione et desertoribus juris.